# Isohypsibius irregibilis
Isohypsibius irregibilis är en djurart som tillhör fylumet trögkrypare, och som beskrevs av Vladimir I. Biserov 1992. Isohypsibius irregibilis ingår i släktet Isohypsibius och familjen Hypsibiidae. Inga underarter finns listade i Catalogue of Life.